# Ischnocolus valentinus
Ischnocolus valentinus is een spinnensoort in de taxonomische indeling van de vogelspinnen (Theraphosidae).
Het dier behoort tot het geslacht Ischnocolus. De wetenschappelijke naam van de soort werd voor het eerst geldig gepubliceerd in 1820 door Jean-Marie Léon Dufour.